# Balder (Liseberg)
Balder in Liseberg (Göteborg, Schweden) ist eine Holzachterbahn vom Modell Wooden Coaster des Herstellers Intamin in Zusammenarbeit mit Cordes Holzbau, die am 12. April 2003 eröffnet wurde. Die 100 Mio. SEK teure Bahn ist nach dem gleichnamigen Gott thematisiert. Sie wurde zum 80-jährigen Jubiläum des Parks als Ersatz für die 1987 geschlossene Holzachterbahn „Bergbanan“ gebaut. 

## Rekord
Mit einem maximalen Gefälle von 70° löste Balder Colossos (61°) im Heide Park Resort als steilste reine Holzachterbahn der Welt ab, obwohl Colossos noch bis 2005 im Guinness-Buch der Rekorde gelistet wurde. 2006 wurde sie dann wiederum von El Toro im Six Flags Great Adventure (USA) abgelöst, welche ein maximales Gefälle von 76° besitzt. Mittlerweile rangiert sie auf Platz sieben der weltweit steilsten Holzachterbahnen.

## Daten
Die 1070 m lange, vom Ingenieurbüro Stengel entworfene Strecke erreicht eine Höhe von 36 m und verfügt über zwei Tunnel. Es wird eine Höchstgeschwindigkeit von 90 km/h erreicht und die Kapazität beträgt 1149 Personen pro Stunde.

## Züge
Balder besitzt zwei Züge mit jeweils fünf Wagen. In jedem Wagen können sechs Personen (drei Reihen à zwei Personen) Platz nehmen.

## Auszeichnungen
Im Eröffnungsjahr 2003 und 2005 gewann Balder den Internet Wood Coaster Poll, eine Fanauszeichnung für die beste Holzachterbahn der Welt.
2004 wurde der Park für die Achterbahn mit dem Neuheitenpreis „FKF-Award 2003“ des Freundeskreises Kirmes und Freizeitparks e.V. ausgezeichnet.